# Guessoum (Zogoré)
Pour les articles homonymes, voir Guessoum.
Guessoum est une localité située dans le département de Zogoré de la province du Yatenga dans la région Nord au Burkina Faso.

## Géographie
Guessoum se trouve à environ 12 km au nord-ouest de Zogoré, le chef-lieu du département, et à environ 40 km au sud-ouest du centre de Ouahigouya. La ville est à 12 km au nord-ouest de la route nationale 10 allant de Ouahigouya à Tougan.

## Économie
L'économie du village repose principalement sur l'agriculture, l'élevage, et les échanges commerciaux de son marché.

## Santé et éducation
Le centre de soins le plus proche de Guessoum est le centre de santé et de promotion sociale (CSPS) de Zogoré tandis que le centre hospitalier régional (CHR) se trouve à Ouahigouya.
Guessoum possède une école primaire publique.